# Büschhof

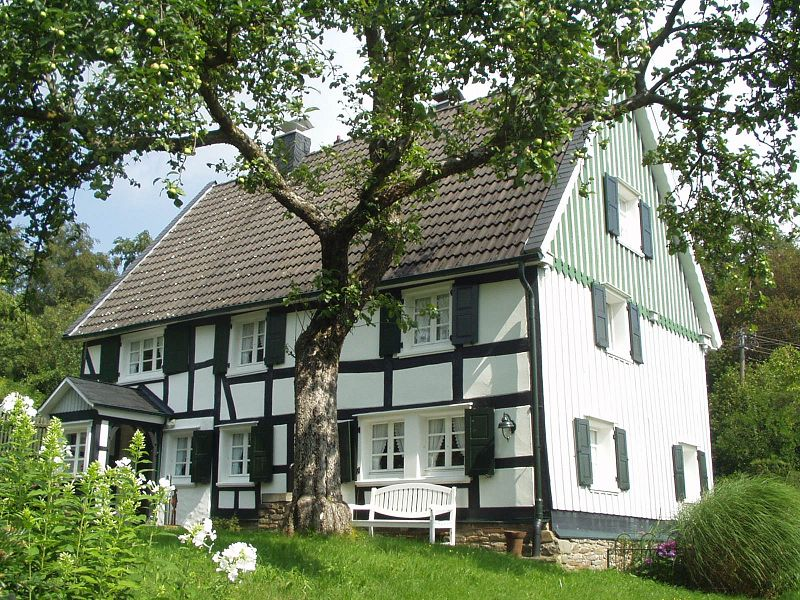
Büschhof

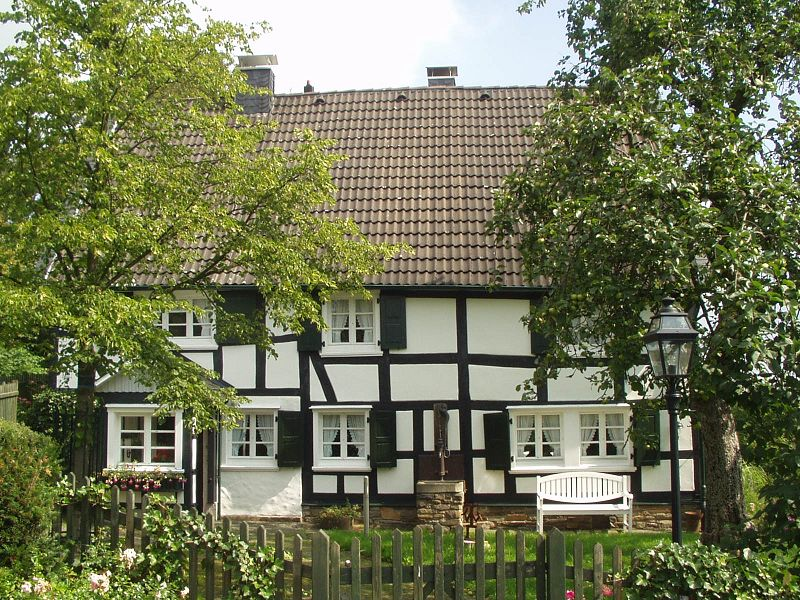
Büschhof

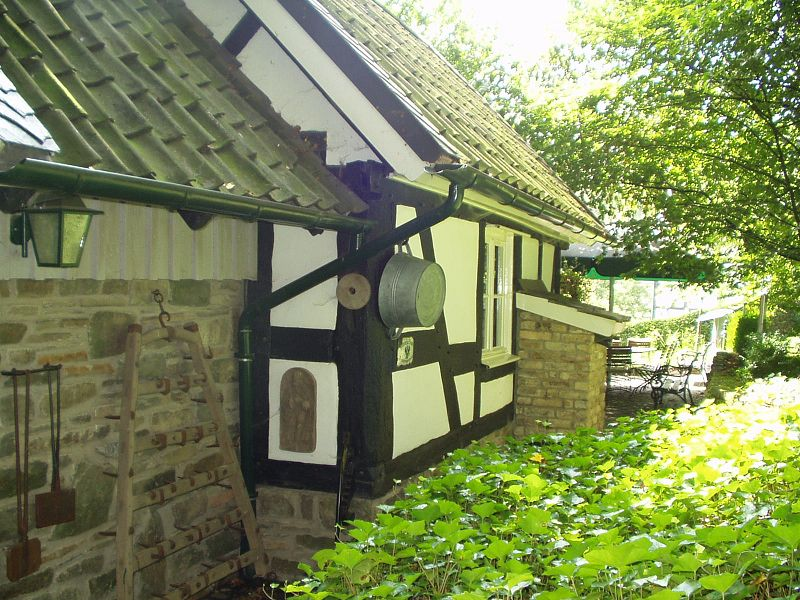
Büschhof

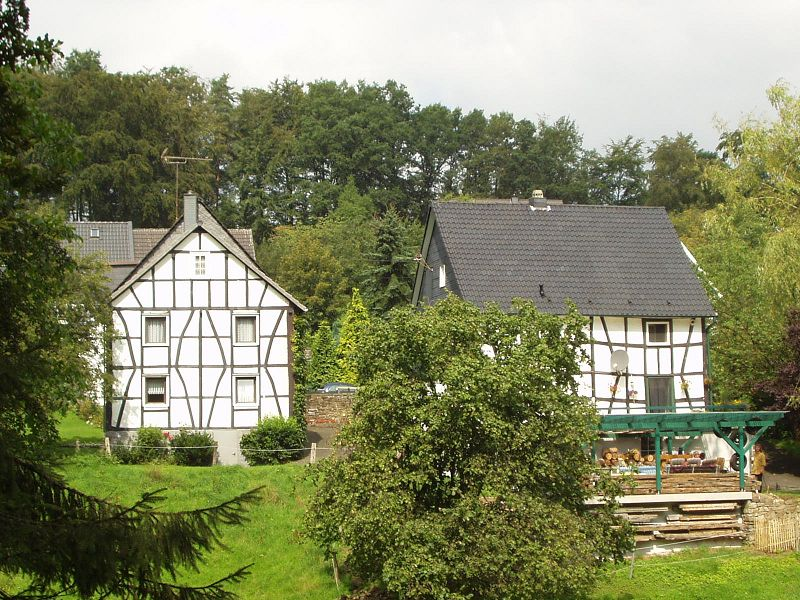
Büschhof

Büschhof ist ein Ortsteil von Nümbrecht im Oberbergischen Kreis im südlichen Nordrhein-Westfalen innerhalb des Regierungsbezirks Köln.

## Lage und Beschreibung
Der Ort liegt zwischen den Nümbrechter Ortsteilen Malzhagen im Norden und Wirtenbach im Süden. Westlich der Ortslage befindet sich ein Steinbruch in dem Grauwacke abgebaut wird. Der Ort liegt in Luftlinie rund 2,5 km östlich vom Ortszentrum von Nümbrecht entfernt.

## Geschichte

### Erstnennung
Wer nur ein wenig in der Heimat- und Familiengeschichte forscht, stellt schon bald fest, dass Büschhof ohne Löttgen nicht gedacht werden kann. Es sieht so aus, als ob die Besiedlung hier im »Büsche« (so lautete die älteste nachweisbare Ortsbezeichnung) auf die Träger dieses Namens zurückgeht. Büschhof wird zwar erst 1698 erstmals im Zusammenhang mit der Homburgischen Schulordnung des Grafen Karl Friedrich von 1698 erwähnt, wo die Zugehörigkeit von Büschhof zu dem Drülshöhler (Drinsahler) Schulbezirk bestimmt wird.
Dagegen taucht der Familienname (mit Abwandlungen) schon rund 200 Jahre früher auf. Die Sprachforschung über die Entwicklung und Bedeutung des Namens soll an dieser Stelle beiseitegelassen werden. Es seien nur vier aufgefundene Schreibweisen hier aufgezeichnet: 1500–1612 Lutgen, 1761 Lutgen, 1763 Lüttgen, 1795 Löttgen.
Hier ist ein Faksimile aus der Futterhaferliste des Kirchspiels Nümbrecht von 1559 wiedergegeben, unterschrieben von Aloffgen Lutgen aus Oberbreidenbach. Laut einem Rügezettel des Kirchspiels Nümbrecht von 1592 war Aloffgen Lutgen zu Oberbreidenbach Kirchenältester, also sicher ein achtbarer Hofbesitzer. Wenn Aloffgen Lutgen 1559 in der Haferliste erwähnt wird, muss er zumindest einen Vater gehabt haben, der seinen Namen seit etwa 1500 getragen hat.
Im 17. und 18. Jahrhundert ist nach heutigen Begriffen die Zeit stehengeblieben. Um 1870 erinnerten homburgische Ortschaften noch an mittelalterliche Verhältnisse, Häuser und Scheunen, Zäune und Hecken, Büsche und Kämpe, Wege und Stege, Teiche und Brunnen, aber auch bäuerliche Arbeiten, Geräte und Bräuche hatten noch ihr altertümliches Gepräge.

## Bilder

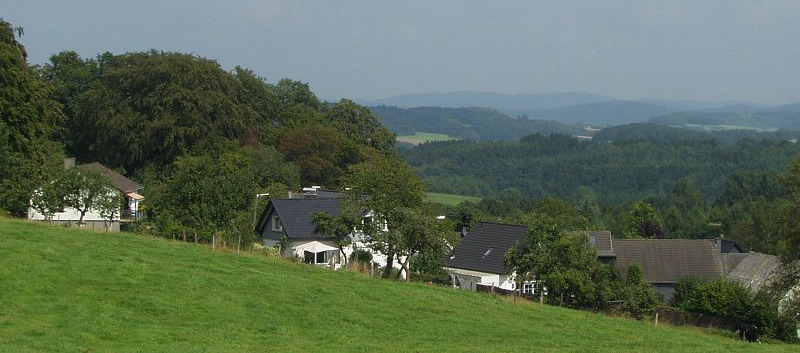
Teilansicht von Büschhof
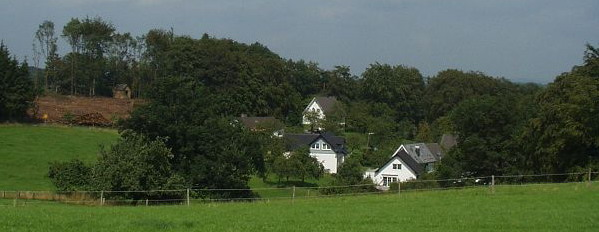
Teilansicht von Büschhof
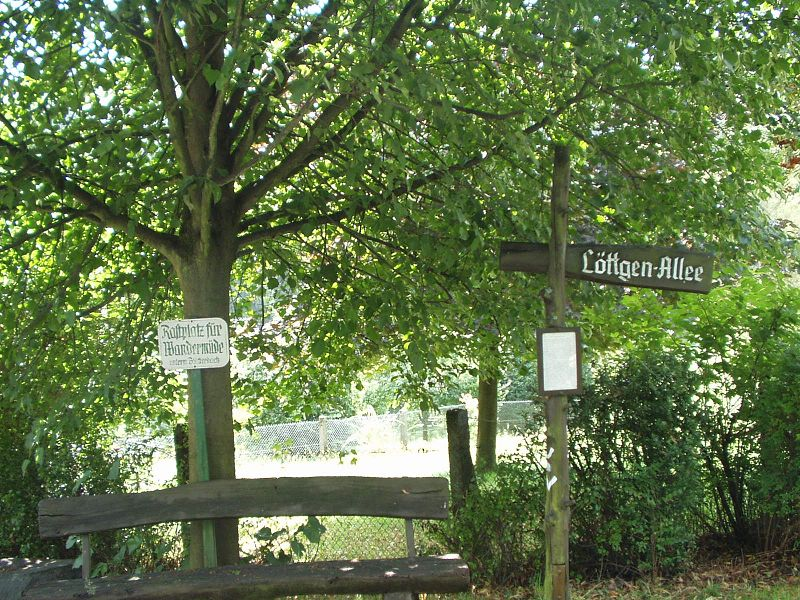
Löttgen Allee – Büschhof
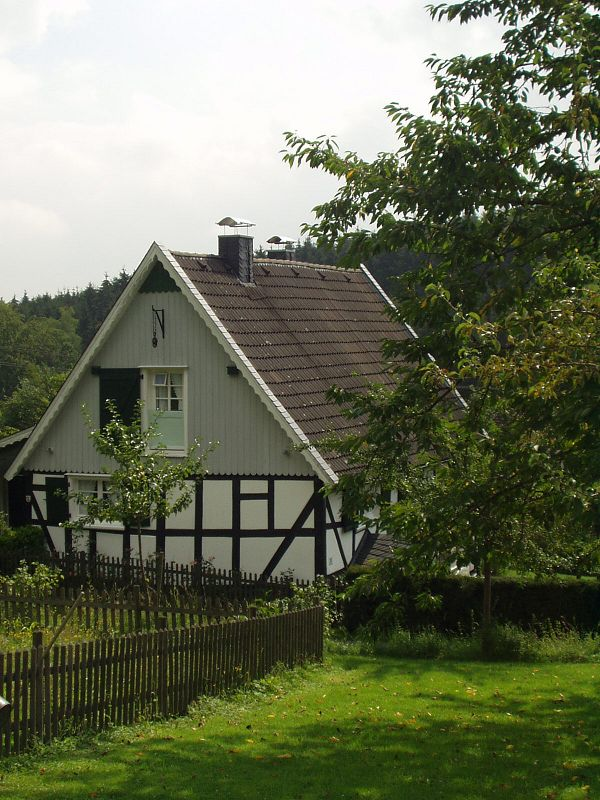
Büschhof
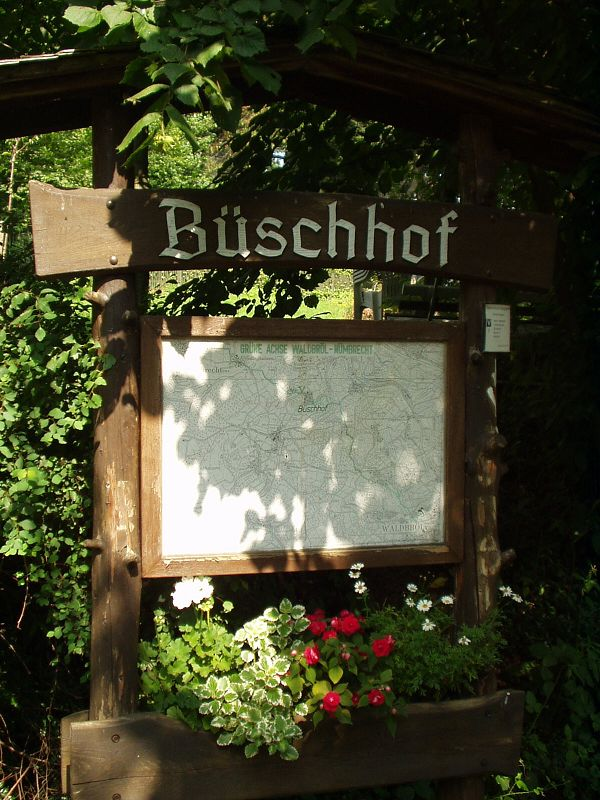
Büschhof
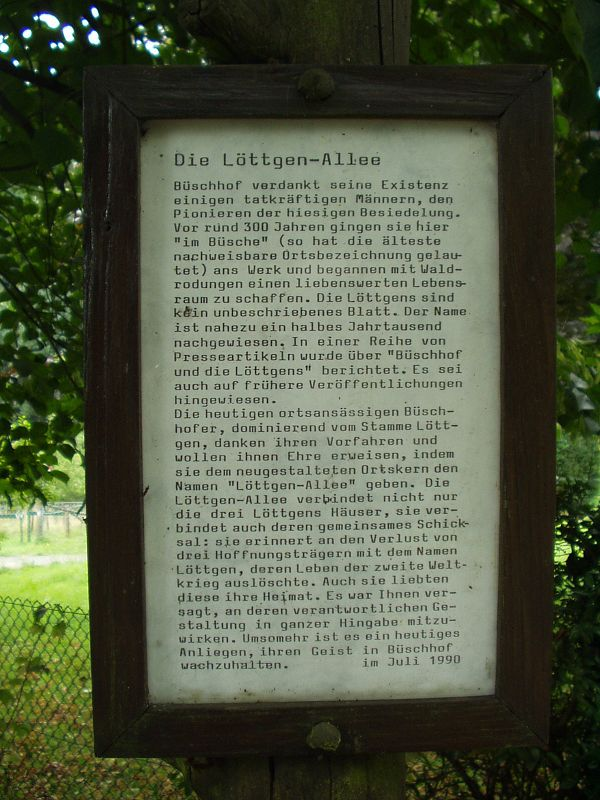
Gedenktafel Büschhof
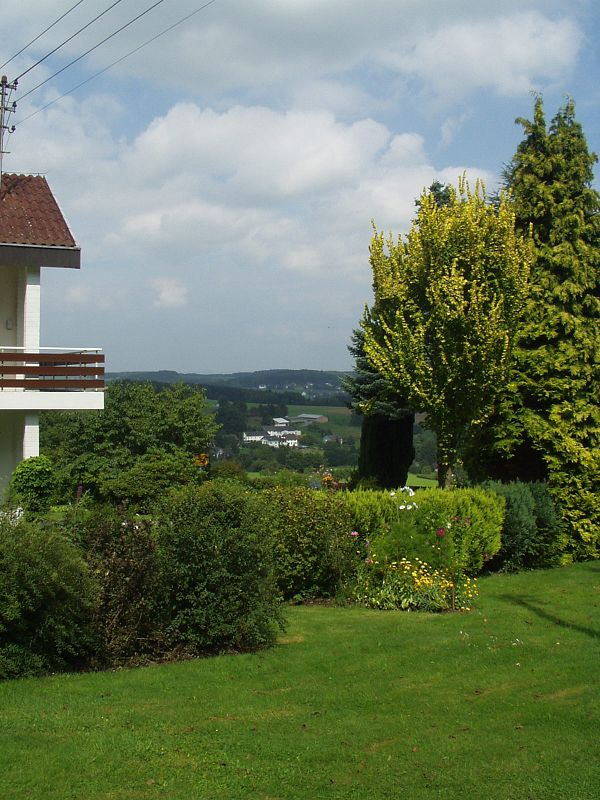
Büschhof
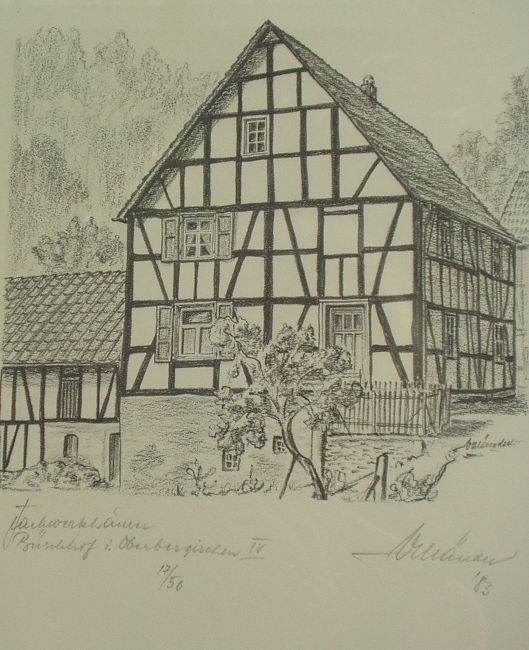
Federzeichnung – Büschhof